# Перигё-2
Перигё-2 (фр. Périgueux-2) — кантон во Франции, находится в регионе Аквитания, департамент Дордонь. Входит в состав округа Перигё.
Код INSEE кантона — 2415. В состав кантона входит часть коммуны Перигё.
Кантон был образован в марте 2015 года.

## Население
Население кантона на 2015 год составляло ... человек.